# 辣汤
辣汤，是流行于山东南部枣庄、临沂，江苏徐州等地的一种早点，它与流行于河南、陕西等地的胡辣汤完全不同。 
辣汤的做法是：将面粉掺水和成面团，然后不断加水用手揉洗，洗到只剩面筋为止，洗出来的水放在容器内备用，洗好的面筋放置在盆内。10个小时后，将澄清后的洗面水倒入锅内，烧开后将面筋慢慢搅入开水锅里。烧开后，放入胡椒、姜沫、盐、豆腐皮、青菜、海带丝、鸡蛋等辅料，烧开后即可食用。食用时一般会在碗里添加少量陈醋及和香油，以提升口感。虽名为辣汤，但因只放少许胡椒，故辣味很弱，远不及胡辣汤辛辣。
由于辣汤制作复杂，很少在家庭制作，当地人一般到早点摊喝辣汤，并且常常与馓子、油条、包子等一起食用。